# Charaxes fractifascia
Charaxes fractifascia är en fjärilsart som beskrevs av Le Cerf 1923. Charaxes fractifascia ingår i släktet Charaxes och familjen praktfjärilar. Inga underarter finns listade i Catalogue of Life.